# Jak and Daxter: La frontera perdida
Jak and Daxter: La frontera perdida (Jak and Daxter: The Lost Frontier en inglés) es un videojuego desarrollado por High Impact Games y publicado por Sony Computer Entertainment que salió el 3 de noviembre de 2009 para plataformas PlayStation Portable y PlayStation 2. Es el sexto juego de la saga y, según estimaciones, es el quinto juego de Jak and Daxter.
Los hechos ocurren después de Jak X: Combat Racing.

## Argumento
Jak y Daxter se suman a una gran aventura junto a su amiga Keira, en donde su misión principal será descubrir qué ha pasado con la fuente de energía eco y detener una gran tormenta de eco que podría devastar al mundo.
Llegando casi al final del viaje, nuestros amigos son emboscados por un grupo de aeronaves, un grupo de personas con acento inglés (versión original) llamados..."piratas del cielo". Tras una inquietante discusión, Jak y un pirata llamado Phoenix comienzan una batalla. En aquel momento Jak se transforma en Jak oscuro, pero se ve afectado por la inestabilidad de la tormenta, obligándolo a dejar su forma. Daxter, tratando de ayudar, falla todos los tiros por parte de una torreta y causa una fuga de combustible, obligándolos a aterrizar en el lugar más cercano el fin del mundo.
Tras aterrizar y buscar combustible, en una isla llena de extraños mutantes, regresan a la nave con eco sólido, lo que les permite seguir su búsqueda. Al despegar, notan que una gran nave está siendo atacada y ayudan a los pasajeros de la nave a destruir a los enemigos.
Posteriormente, entran a la nave y los recibe con honor el misterioso Duque Skyheed, líder y gobernante de una ciudad o civilización en los límites del mundo llamada raramente "Aeropa". Pronto Jak, Daxter y Keira descubrirán las intenciones del misterioso Duque Skyheed y descubrirán que los malos son buenos y los buenos son malos, mientras se encuentran en una carrera por frustrar los planes de Skyheed, salvar sus vidas y la del mundo.

## Armas
En este juego no estará disponible el Arma Mórfica, pero estará disponible el "arma bastón" (gunstaff en inglés), por la razón de que Jak está en un entorno con exceso de eco oscuro y los enemigos son más poderosos. El arma bastón es un arma multiforma que funciona con 4 tipos de eco pero es ligeramente menos poderosa en todo los sentidos que los 3 primeros modos de la Arma Mórfica (Jak II Y Jak 3) solo que esta vez solo estarán disponible 4 módulos en vez de 12 como en Jak 3.

### Arma-Bastón
Es la nueva arma de Jak, un arma fabricada por Keira, compuesta de metal precursor.
Cuenta con los siguientes módulos/modos:

#### Dispersora (roja)
No es muy rápida pero tiene potencia, es la segunda arma que encuentras. Es como una escopeta (lanza ondas de eco rojo en vez de perdigones)

#### Blaster (amarilla)
Es la primera arma que recibes, no es muy potente pero es más rápida que la dispersora. Es como un Rifle. Si encuentras mejoras para el módulo blaster una de ellas es el modo de reflector de rayos (rebote).

#### Furia volcánica (azul)
Es el arma más rápida, con gran cantidad de munición (sustenta la cantidad de balas que se gastan rápidamente). Es como una ametralladora. Se puede encontrar la mejora de rebote al igual que la Blaster.

#### Lanzador (verde)
Es el arma más potente y la última en recibir. Es como un Lanza Granadas (esta arma reemplaza al pacificador en este juego).

## Ecopoderes
El juego contará con 36 poderes a base de cuatro tipos de eco: verde, azul, rojo y amarillo. cada uno de estos tipos de eco tendrán 9 formas de usarse.
Los poderes se dividirán de dos formas:

### Primarios
Los cuatro tipos de eco: verde, azul, rojo, amarillo.
Todo los poderes tienen dos funciones: las de "escenario" que servirán para sortear puntos específicos en el escenario y las de "combate" que servirán para combatir.

#### Eco Amplificador
Jak podrá lanza "bombas" de eco rojo que implotaran y posteriormente explotaran gigantescamente al ser tocadas por una bala.

#### Eco Reflejos
Jak ira a velocidad normal, pero percibirá el tiempo y los alrededores más lento, permitiéndole sortear obstáculos que no podría a velocidad normal.

#### Eco Escudo
Jak creará un escudo de eco verde alrededor de él. Si se mejora, le saldrán espinas de energía que le harán daño al enemigo que las toque.

#### Eco Teletransportación
Jak podrá intercambiar posición con estatuas Precursor, teletransportándose donde se encuentra la estatua y teletransportando esta a donde se encontraba.

#### Eco Propulsión
Jak podrá propulsarse por una fuente de eco amarillo que emana del suelo puede alcanzar una altura determinada con este poder.

### Secundarios
Estos poderes o mejoras se podrán adquirir mediante el intercambio de eco oscuro con Keira. Estos poderes mejoraran en diversas formas a Jak: aumentaran su salud al igual que las armaduras, le permitirán aprovechar más los packs de salud, aumentaran su fuerza y resistencia, incrementaran la duración de los poderes y permitirán reemplazar golpes convencionales con poderes como reemplazar un puñetazo con una ráfaga de energía.

## Vehículos
Estarán disponibles cuatro naves (sin contar a las torretas o misiles rastreadores de otros niveles) que se pueden modificar al gusto del jugador, cada una con sus puntos débiles y fuertes: Hellcat (nave parecida a los cruceros hellcat azules en Jak 3), Sky-Rider, Interceptor parecida a un avión areacion, Bombardero, aeronave, además se podrá utilizar una nave opcional, llamada "jaguar" solo estará disponible en modo héroe y encontrando las cinco piezas dichas por el náufrago, además reemplazara al hellcat.
La Naves podrán ser personalizada con armas como ametralladoras, misiles y cohetes, y mejoras de velocidad, resistencia o regeneración.

## Localizaciones
El juego constara con varias localizaciones. Cada localización tendrá puntos de aterrizaje así como misiones secundarias.

### El Límite
Será el escenario principal y donde se desarrollara casi toda la historia y los escenarios en donde se desarrollarán las misiones aéreas.
Está formado por un conjunto de islas y lugares que los precursores nunca terminaron, habitados años después por civilizaciones como la aeropana.

#### Isla del límite
Aquí se encuentra el primer nivel, además en otro lado de la isla esta la casa del náufrago, la entrada al volcán, y el jefe de nivel "Uberbot 888". Es un bello lugar rodeado de cascadas y peligrosos precipicios.

#### Aeropa
Es una bella y tranquila ciudad (o eso parece a primera vista), donde viven los aeropanos, dirigidos por el duque Skyheed. Bajo la ciudad están los desagües de eco oscuro, un lugar repleto de cristales de eco oscuro, desembocaduras de eco oscuro líquido y mutantes oscuros. Aquí es donde se da el arma blaster en el circuito de disparo, y donde Daxter se convierte por primera vez en Daxter oscuro.

#### Abismo Lejano
Es una montaña, rodeada por mar, con gigantes cavernas y cuevas en donde se encuentra una ciudad con el mismo nombre. Es una ciudad estilo refugio en la que se encuentran los "piratas del cielo". Al igual que todos los escenarios aéreos cuenta con misiones secundarias como emboscadas aéreas a naves "aeropanas" y recolecta de cristales de eco oscuro.

#### Centro de Investigación Abandonado
Fue un centro de investigación aeropano que estudiaba los efectos y composición del eco oscuro. Aquí se desarrolló el programa "Guerrero Oscuro" (No es el mismo programa que el de Jak II, además este tuvo resultados prometedores). Ahora abandonado, fue tomado como base del Duke Skyhead para encontrar el "Núcleo de Eco". 

#### Viejo Cuartel Aeropeano
Fue un cuartel armamentístico aeropano. Ahora abandonado, los piratas del cielo desconocen su utilidad. También cuenta con un centro de cómputo, cuarteles de descanso y un portal que lleva a la puerta trasera del centro de la ciudad de Aeropa.

#### Zona cero
Una zona inhabitable, con un vórtice electromagnético en el mar, donde reposan restos de naufragios y embarcaciones en un cementerio de naves. Cuenta con misiones secundarias como las de búsqueda de naufragios fantasmas, carreras aéreas y recolección de cristales de eco oscuro.

## Gráficos
Generalmente son ligeramente peores que los gráficos de los anteriores juegos de la saga como Jak 3 o Jak X. Las escenas de vídeo están más cuidadas.

## Fases del juego
El juego está dividido en cuatro tipos de fases.

### Fases de vuelo
En esta fase Jak, Daxter o Keira tomarán el control de cinco naves diferentes, personalizables para cumplir diferentes misiones o combates. Al destruir a un enemigo, se le agregarán puntos al jugador para hacerles diferentes tipos de modificaciones a la nave que la mejorarán o se estropearán según el tipo de modificación que se le agregue a la nave.
Las misiones aéreas pueden ser de tres formas:

#### Misiones de persecución
Se tendrá que perseguir a un enemigo para cumplir nuestro objetivo. El enemigo soltará trampas en el camino, mientras lo seguimos para no cumplir nuestro objetivo.

#### Misiones de combates
Tendremos que desatar peleas aéreas contra tipos indefinidos de nave que nos impedirán lograr nuestro objetivo, el cual puede variar entre destruir a un gran enemigo o protegerlo.

#### Misiones de búsqueda
Tendremos que ir en busca de algún artefacto o llegar a un lugar. Mientras intentamos llegar al lugar o al artefacto, pequeñas o grandes naves lo impedirán. A pesar de que el objetivo de la misión no sea el de combatir, para llegar vivo al lugar o al artefacto lo tendremos que hacer.

### Fases Jak and Daxter
En esta fase encontraremos lo clásico: golpear, patear, saltar, disparar, etc. También entraremos en unos breves, aunque difíciles, minijuegos, en los que tendremos que presionar diferentes botones del control mediante una secuencia para lograr nuestro objetivo.
El jugador podrá usar cerca de 36 poderes (con Jak) al conseguirlos por hacer misiones o aprenderlos mediante el intercambio de eco oscuro, ya sea usando los 32 poderes secundarios o los cuatro primarios, de forma libre o específica. También podremos utilizar a Daxter para que nos ayuda a superar obstáculos que Jak no podría por sí solo.

### Fases Daxter-cuestro
En esta fase utilizaremos a Daxter para "sabotear" a alguna nave enemiga para que esta no logre su objetivo. Entraremos en unos largos, y difíciles minijuegos (a diferencia de las fases de Jak) en los que tendremos que presionar diferentes botones del control mediante una secuencia para lograr nuestro "sabotaje".

### Fase Daxter Oscuro
Cuando Daxter se cae en Jak and Daxter: The Precursor Legacy a un estanque de eco oscuro líquido se transforma en un precursor. En Jak 3 se descubre que Daxter es un precursor ya que el eco oscuro en donde cayó Daxter estaba contenido en un estanque con maquinaria Precursor que contenía el ADN de los antes mencionados. En este juego Daxter es "bañado" por eco oscuro por accidente al estar parado en medio de un tubo de "desagüe" en los alcantarillados de Aeropa. Esto provoca que se transforme en un Monstruo poderoso, más grande y destructivo; también parece como si Daxter tuviese más inteligencia pese a ser una criatura sedienta de eco oscuro.  Al final del juego se descubre que Daxter es capaz de transformarse al entrar en contacto con el eco oscuro (es decir, no necesariamente dándose un baño), y esto se demuestra en su última transformación al final del juego, de la que Jak y Keira son testigos; cuando un soldado oscuro acorrala a Daxter, éste invierte los roles y mata a todos los que se cruza. Aunque no salte a la vista, este Daxter parece tener más inteligencia de lo habitual y saber lo que hace en todo momento, él descubrió antes que Jak que los laboratorios se diseñaron para contener a criaturas oscuras; aunque al volver a su forma convencional de precursor, no recuerda nada o sólo puede ver fragmentos. Además, la forma de hablar del Daxter oscuro es simple, si bien denota una cabeza pensante. Es capaz de crear bolas de energía a partir del eco oscuro. Daxter también posee la habilidad de transformarse en un torbellino de eco oscuro, tiene una resistencia cinco veces mayor en comparación con la de Jak en su forma normal sin poderes. Tiene la capacidad de levantar a toda clase de enemigos, la habilidad de hacer una onda expansiva capaz de levantar a varios enemigos del suelo, siendo esto último de gran utilidad.